# فرانك غراي (لاعب الرغبي)
فرانك غراي (بالإنجليزية: Frank Gray)‏ هو لاعب الرغبي ‏ أسترالي، (ولد في Glebe, New South Wales ‏ في أستراليا 1905 – 1993 م).